# Uwe Lissau
 Uwe Lissau  (* 22. September 1952 in Bremerhaven) war von 1991 bis 2018 Präsident des Amtsgerichts Bremerhaven und Vizepräsident des Staatsgerichtshofs der Freien Hansestadt Bremen.

## Biografie
Lissau studierte von 1971 bis 1977 Musik- und Rechtswissenschaften an der Universität Göttingen. Nach dem Referendariat im Bezirk des Oberlandesgerichts Celle war er 1979/80 kurz als Rechtsanwalt in Bremerhaven tätig, bis er im November 1980 in den Justizdienst der Freien Hansestadt Bremen trat. Nach richterlichen Tätigkeiten beim Amtsgericht Bremerhaven, Landgericht Bremen und Hanseatischen Oberlandesgericht Bremen wurde Lissau am 1. Januar 1991 Präsident des Amtsgerichts Bremerhaven. Am 30. September 2018 ging er in den Ruhestand.
Neben seiner richterlichen Tätigkeit engagiert sich Lissau seit vielen Jahren in der SPD-nahen Arbeiterwohlfahrt.

### Staatsgerichtshof
Die Bremische Bürgerschaft wählte Lissau für die 14. Legislaturperiode (1995–1999),  17. Legislaturperiode (2007–2011), 18. Legislaturperiode (2011–2015) und 19. Legislaturperiode (2015–2019) zum Mitglied des Staatsgerichtshofs der Freien Hansestadt Bremen, dessen Vizepräsident er zuletzt war.
Wegen der Wahl seiner Ehefrau Claudia Schilling zur Senatorin stand er in der 20. Legislaturperiode für eine erneute Wahl nicht mehr zur Verfügung, um Interessenkollisionen zu vermeiden.

### Wissenschaftliche Tätigkeiten
Lissau ist seit 2003 an der Hochschule Bremerhaven als Lehrbeauftragter für Wirtschaftsrecht tätig und gehört zu den Gründern des Instituts für Logistikrecht und Riskmanagement. Ab dem WS 2023/24 hat er einen Lehrauftrag für Rechtsanwendungen in der sozialen Arbeit.
Am fk-wind: Institut für Windenergie der Hochschule Bremerhaven lehrt er Bauplanungs- und Energierecht. Seit 2010 hat er zudem einen Lehrauftrag an der Universität Bremen für internationales und europäisches Wirtschaftsrecht mit dem Schwerpunkt Insolvenzrecht.
2017 wurde er mit einer Arbeit über das Immobilarvollstreckungsrecht bei Lorenz Kähler und Gralf-Peter Calliess promoviert.
- Sicherungs- und Verwertungseffektivität bei der Zwangsvollstreckung in unbewegliches Vermögen, Diss.jur. Universität Bremen, Bremen 2017, ISBN 978-3-95606-364-0.

### Aufsichtsratsmandate
Seit 2011 gehört Lissau in Berlin den Aufsichtsräten der Tempelhof Projekt GmbH und der Berlinovo Immobilien Gesellschaft mbH – letzterem als stellvertretender Vorsitzender – an.

## Schriftenreihe
Er ist Herausgeber und Mitautor einer Schriftenreihe über gegenwärtige und historische Aspekte des Amtsgerichts Bremerhaven, dessen Vorläufer das Gericht Lehe war, welches sich bis in das 13. Jahrhundert zurückverfolgen lässt.
- Band 1: Uwe Lissau (Hrsg.): 150 Jahre Amtsgericht Bremerhaven. 1852–2002, Bremerhaven 2002
- Band 2: Uwe Lissau (Hrsg.): Amtsgericht in Bremerhaven: Geschichte und Gegenwart, Bremerhaven 2006, ISBN 978-3-86509-512-1
- Band 3: Dieter Riemer/Uwe Lissau: Vom Leher Vogt zum Amtsgerichtspräsidenten, Gerichtsvorstände in Bremerhaven-Lehe vom Mittelalter bis heute, Bremerhaven 2011, ISBN 978-3-86918-133-2
- Band 4: Claudia Schilling (Hrsg.): Festschrift für Uwe Lissau, Beiträge aus Justiz, Kultur und Wissenschaft, Bremerhaven 2012, ISBN 978-3-86918-265-0

## Ehrungen, Würdigungen
- Seine Bemühungen, Justiz als Dienstleistung für den Bürger zu gestalten, wurden 2007 beim Artus-Preis für Entbürokratisierung gewürdigt.

- Zu seinem 60. Geburtstag widmeten ihm Politik, Kollegen und Freunde eine Festschrift mit Grußworten und Beiträgen u. a. von Jens Böhrnsen, Friedrich Dieckell, Karl Ehlerding, Melf Grantz, Andreas Heller, Peter M. Huber, Eckart Klein, Volker Kröning und Dieter Riemer.

- Klaus-Peter Wolf würdigte Uwe Lissau als Präsidenten des Amtsgerichts Bremerhaven in seinem 2012 erschienenen Krimi Nachtblauer Tod.

| Personendaten    | Personendaten      |
| ---------------- | ------------------ |
| NAME             | Lissau, Uwe        |
| KURZBESCHREIBUNG | deutscher Jurist   |
| GEBURTSDATUM     | 22. September 1952 |
| GEBURTSORT       | Bremerhaven        |